# Aegapheles rickbruscai
Aegapheles rickbruscai is een pissebed uit de familie Aegidae. De wetenschappelijke naam van de soort is voor het eerst geldig gepubliceerd in 2004 door Bruce.